# Hothouse Creations
Hothouse Creations war ein britisches Spieleentwicklerstudio, das von den MicroProse UK Mitarbeitern Martin Karr, Rob Davies, Peter Mooreland gegründet wurde. In der Hochphase entwickelte man Nachfolger zum Debütspiel und Umsetzungen bekannter Fernsehsendungen mit 50 Mitarbeitern. 2004 übernahm der Verleger ZOO Digital die Firma. Im April 2006 wurde sie geschlossen.

## Ludographie
- Gangsters: Organisiertes Verbrechen (1998)
- Abomination: The Nemesis Project (1999)
- Cutthroats: Terror on the High Seas (1999)
- Wer wird Millionär? (1999)
- Gangsters 2 (2001)
- Casino, Inc. (2003)
- Deutschland sucht den Superstar (2003)
- Crime Life: Gang Wars (2005)